# Michalīs Lountzīs
Michalīs Lountzīs (in greco Μιχάλης Λούντζης?; Amarousio, 4 agosto 1998) è un cestista greco.

## Carriera
Il 27 luglio 2018 viene ceduto in prestito al Lavrio per tutta la stagione 2018-19. Il 2 luglio 2019 risolve il contratto con il Panathīnaïkos dopo 5 anni e viene riconfermato dal Lavrio.
Con la Grecia ha disputato i Campionati europei del 2022.

## Palmarès
- Campionato greco: 3

Panathinaikos: 2016-2017
Olympiakos: 2021-2022, 2022-2023
- Coppa di Grecia: 6

Panathinaikos: 2014-2015, 2015-2016, 2016-2017
Olympiakos: 2021-2022,  2022-2023, 2023-2024
- Supercoppa greca: 3

Promitheas Patrasso: 2020
Olympiakos: 2022, 2023